# Симфонический оркестр Балтийской филармонии
Симфони́ческий орке́стр Балти́йской филармо́нии (пол. Orkiestra Symfoniczna Filharmonii Bałtyckiej) — польский симфонический оркестр, базирующийся в Гданьске.
Был основан в 1945 году как Городской симфонический оркестр (пол. Miejska Orkiestra Symfoniczna), 29 сентября дал первый концерт в Сопоте. В 1949 году оркестр был национализирован и получил название Государственная Балтийская филармония (пол. Państwowa Filharmonia Bałtycka). В 1953 году оркестр был объединён с городской оперной студией в Государственную Балтийскую оперу и филармонию (пол. Państwowa Opera i Filharmonia Bałtycka). В 1974 году независимо от неё был сформирован новый коллектив — Гданьский симфонический оркестр (пол. Gdańska Orkiestra Symfoniczna), годом позже перешедший также под патронат филармонической организации. В 1993 году произошло организационное разделение Государственной Балтийской оперы и Польской Балтийской филармонии имени Фредерика Шопена, в составе которой оркестр продолжает свою работу.
С 2008 года по нынешнее (2010 год) время художественным руководителем оркестра является уроженец Берлина Кай Буман, занимавший в 1997—1998 годах пост художественного директора Краковского оперного театра.

## Руководители оркестра

### Художественные руководители оркестра
- Збигнев Турский (1945—1946)
- Стефан Следзиньский (1946—1949)

### Художественные руководители оперы и филармонии
- Казимеж Вилкомирский (1952—1955)
- Зыгмунт Лятошевский (1955—1961)
- Ежи Катлевич (1961—1968)
- Ежи Процнер (1968—1972)
- Збигнев Хведчук (1972—1981)

### Художественные руководители оркестра
- Зыгмунт Рыхерт (1976—1981)
- Богуслав Мадей (1981—1983)
- Войцех Чепель (1984—1986)
- Войцех Райский (1987—1988)
- Павел Пжитоцкий (1988—1991)
- Януш Пшибыльский (1992—1993)
- Роман Перуцкий (1993—1998)
- Зыгмунт Рыхерт (1998—2003)
- Михал Нестерович (2004—2008)
- Кай Буман (с 2008 г.)